# INSEE
INSEE（仏：L’Institut National de la Statistique et des Études Économiques フランス国立統計経済研究所：インセ）は、フランスの公的統計作成と分析をつかさどる国立研究所である。フランス経済・財政・産業省(MINEFI)に所属し、さまざまな領域につながりがある。

## 役割

### 統計作成と構成
INSEEの主な役割は次のようなものがある :
- 国勢調査の実施とその活用、またフランスにおけるさまざまな人口数の発表
- 企業や家庭に対するアンケート調査（定期的なもの一時的なもの）
- 公認された指数の発表。物価指数はインフレーションにおける公的指標となる。 そのほか指数は、監査時の絶対的な参照資料となる。

INSEEはまた、次のリストを管理する :
- 個人について（国内の個人識別リスト登録番号、通常は社会保険番号、の管理）
- 企業またはさまざまな機関について(SIRENやSIRET)

また、統計情報の分析とその発表をする。それゆえ大量の書物や雑誌、またマイクロフィッシュ（国勢調査について）、CD-ROMを出版する。これら資料は、またインターネット上で無料で閲覧可能である。これら統計資料へのアクセスをより簡便にするため、フランスの各地域に、<<インターメディアINSEE>>を創設している。その地域リストもインターネット上で見ることができる。

## 歴代所長
| 在任期間        | 歴代所長                       | 歴代所長             |
| --------------- | ------------------------------ | -------------------- |
| 1946年 - 1961年 | フランシス＝ルイ・クロゾン     | Francis-Louis Closon |
| 1961年 - 1967年 | クロード・グリュゾン           | Claude Gruson        |
| 1967年 - 1974年 | ジャン・リペール               | Jean Ripert          |
| 1974年 - 1987年 | エドモン・マランヴォー         | Edmond Malinvaud     |
| 1987年 - 1992年 | ジャン＝クロード・ミルロン     | Jean-Claude Milleron |
| 1992年 - 2003年 | ポール・シャンソール           | Paul Champsaur       |
| 2003年 - 2007年 | ジャン・ミシェル＝シャルパン   | Jean-Michel Charpin  |
| 2007年 - 2012年 | ジャン＝フィリップ・コティ     | Jean-Philippe Cotis  |
| 2012年 -        | ジャン＝リュック・タヴェルニエ | Jean-Luc Tavernier   |